# Conseil de Kyogle
Le conseil de Kyogle (en anglais : Kyogle Council) est une zone d'administration locale située dans l'État de Nouvelle-Galles du Sud en Australie, dont le siège de Kyogle.

## Géographie
La zone s'étend sur 3 589 km2 dans la région des Rivières du Nord au nord-est de la Nouvelle-Galles du Sud et limitrophe du Queensland au nord. Elle est traversée par la Summerland Way et la North Coast railway.
La zone comprend la ville de Kyogle et les localités de Bonalbo, Cawongla, Grevillia, Mallanganee, Mummulgum, Rappvill, Tabulam, Wadeville, Wiangaree et Woodenbong.

## Histoire
Le conseil est créé par la loi de 1906 sur l'administration locale de l'État.

## Démographie
| 2001  | 2006  | 2011  | 2016  | 2021  |
| ----- | ----- | ----- | ----- | ----- |
| 9 159 | 9 256 | 9 228 | 8 940 | 9 359 |

## Politique et administration
Le conseil comprend neuf membres élus à raison de trois par wards pour un mandat de quatre ans, qui à leur tour élisent parmi eux le maire. À la suite des élections du 4 décembre 2021, le conseil est formé d'indépendants.

### Liste des maires
| Période                                  | Période        | Identité            | Étiquette    | Qualité |
| ---------------------------------------- | -------------- | ------------------- | ------------ | ------- |
| Les données manquantes sont à compléter. |                |                     |              |         |
| septembre 2000                           | septembre 2012 | Ernie Bennett       |              |         |
| septembre 2012                           | janvier 2022   | Danielle Mulholland | Indépendante |         |
| 7 janvier 2022                           | en fonction    | Kylie Thomas        | Indépendante |         |